# خوذة
الخوذة أو  اليَيْنَمِيَّةٌ نوع خاص من القبعات يوضع لحماية الرأس من التعرض للخطر. مثلاً أثناء قيادة دراجة نارية أو عند التواجد في منطقة أعمال أو مصنع يمكن أن يتعرض فيه الرأس لصدمات من قطع ثقيلة. وتسخدمه بعض الجيوش للحماية من الشظايا. إذا كان للخوذة رباطٌ يُشَدُّ تحت الحنك ليُثبِّتَها، فيُسمى زِناقَة.

## التأثيل
أصل كلمة خوذة هي كلمة (بالفارسية: خود) وهي بيضة الحديد ومُرادفة يَيْنَمِيَّةٌ.

## معرض الصور

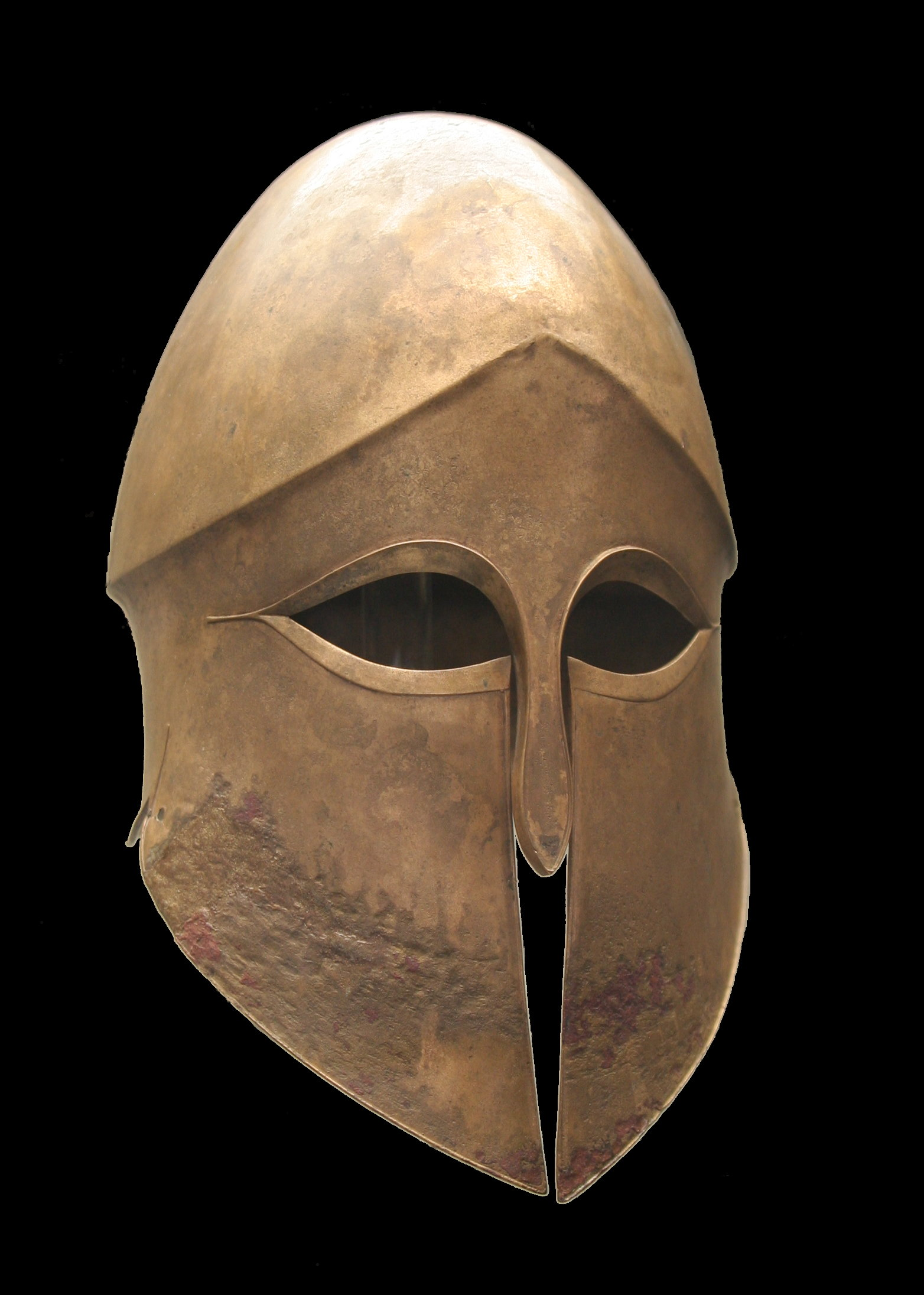
خوذة كورينثية, 500 ق.م
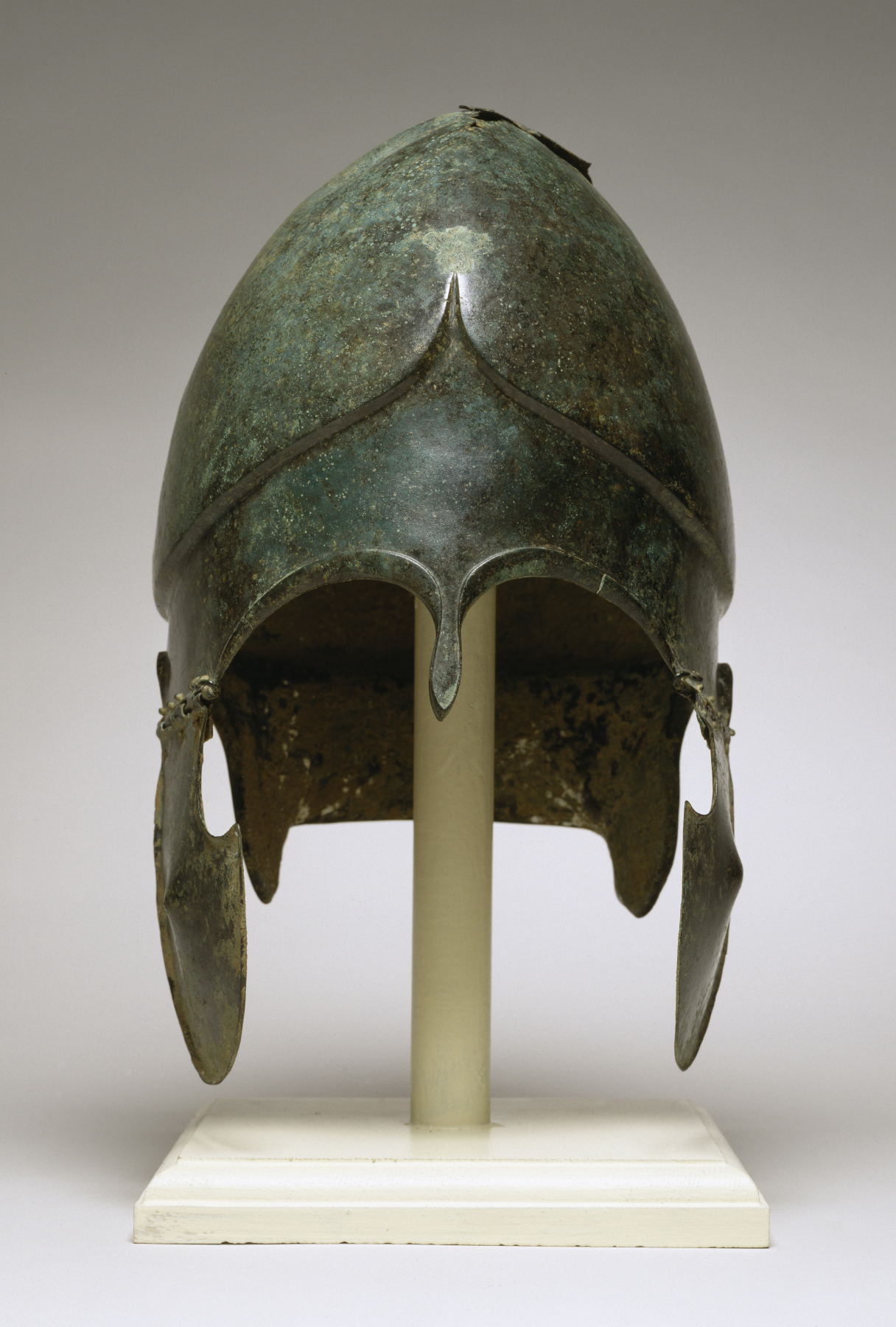
خوذة خلقيدية إغريقية, 500 ق.م
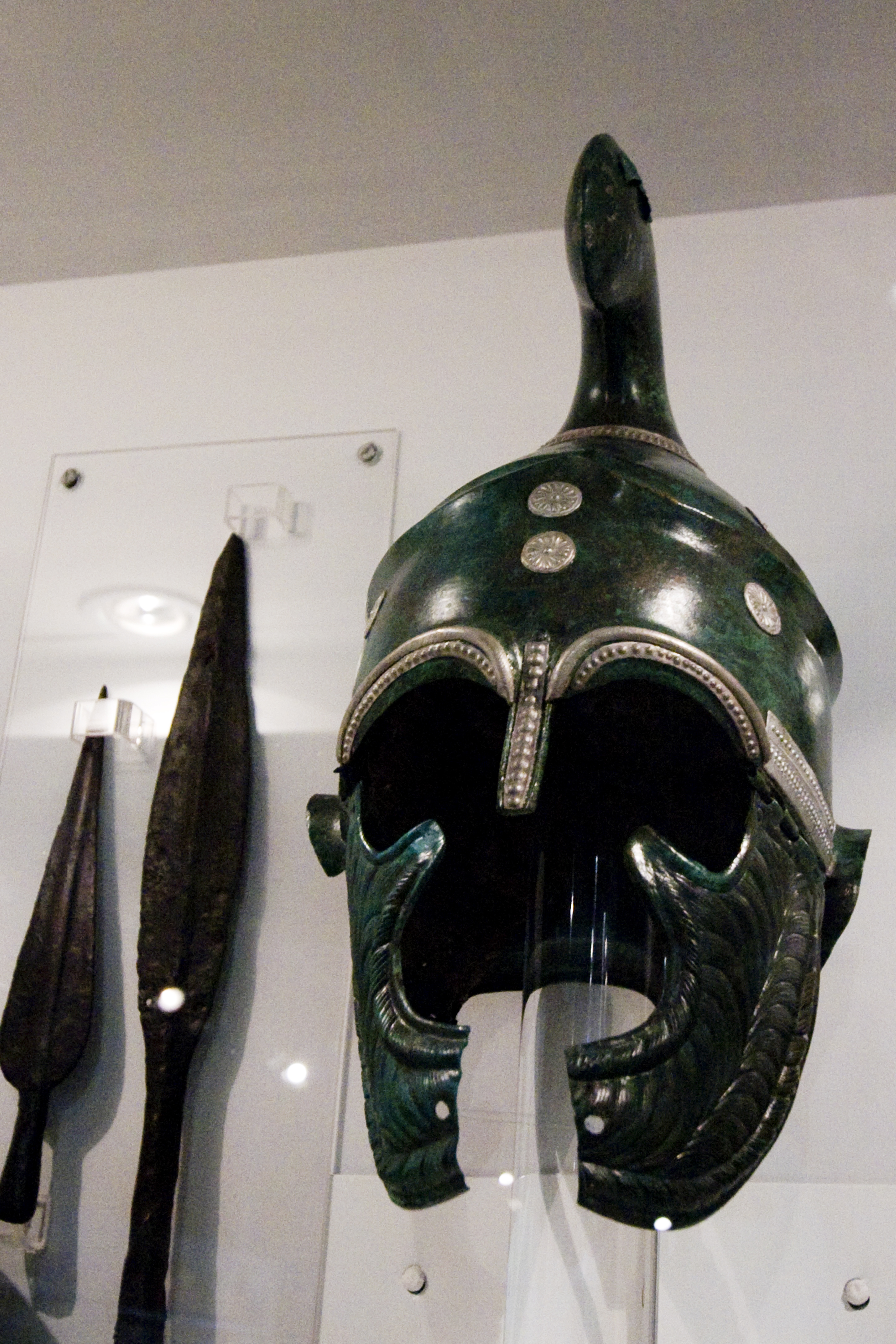
خوذة تراقية، القرن الرابع ق.م
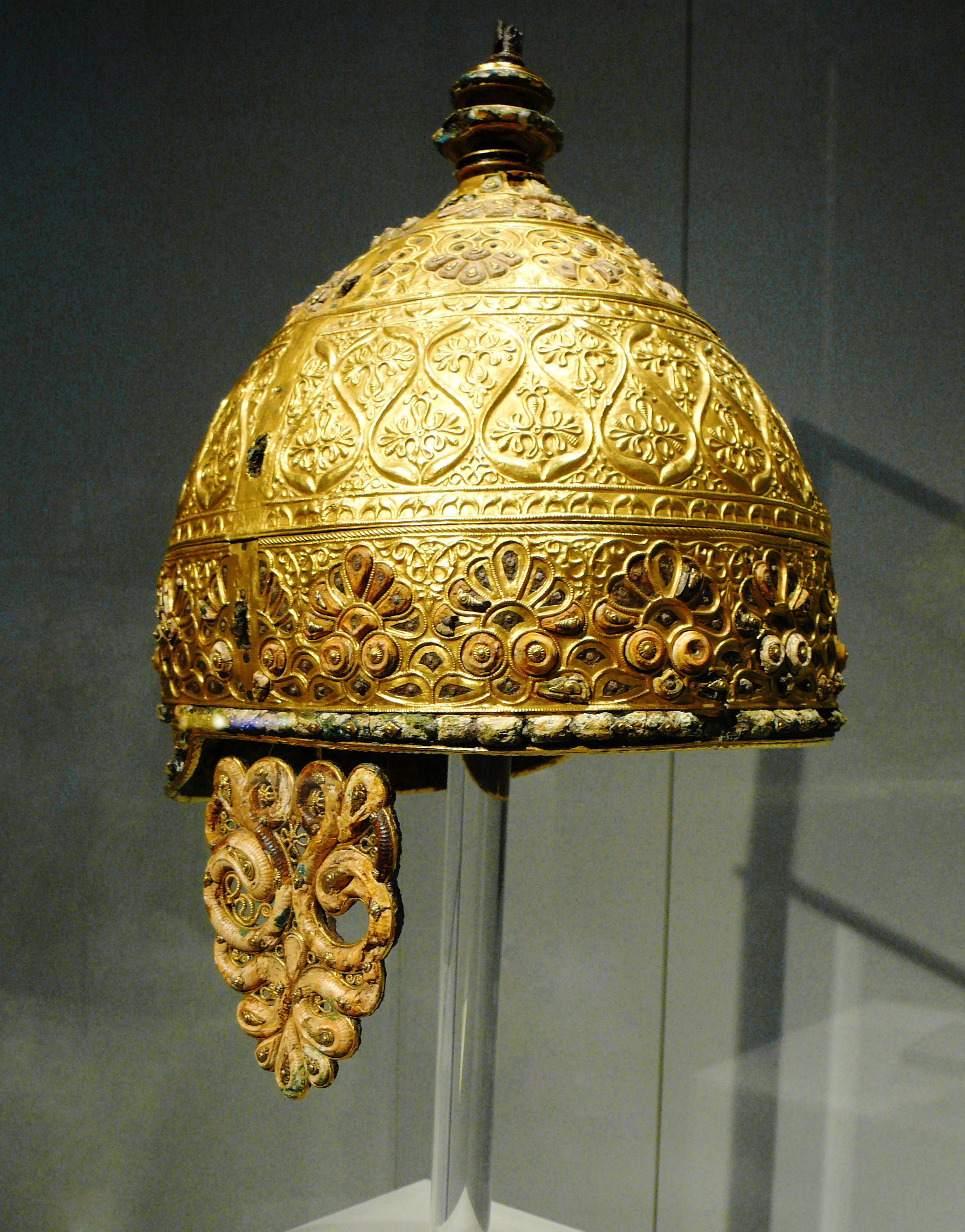
خوذة موكب كلتية (غاليّة), 350 ق.م
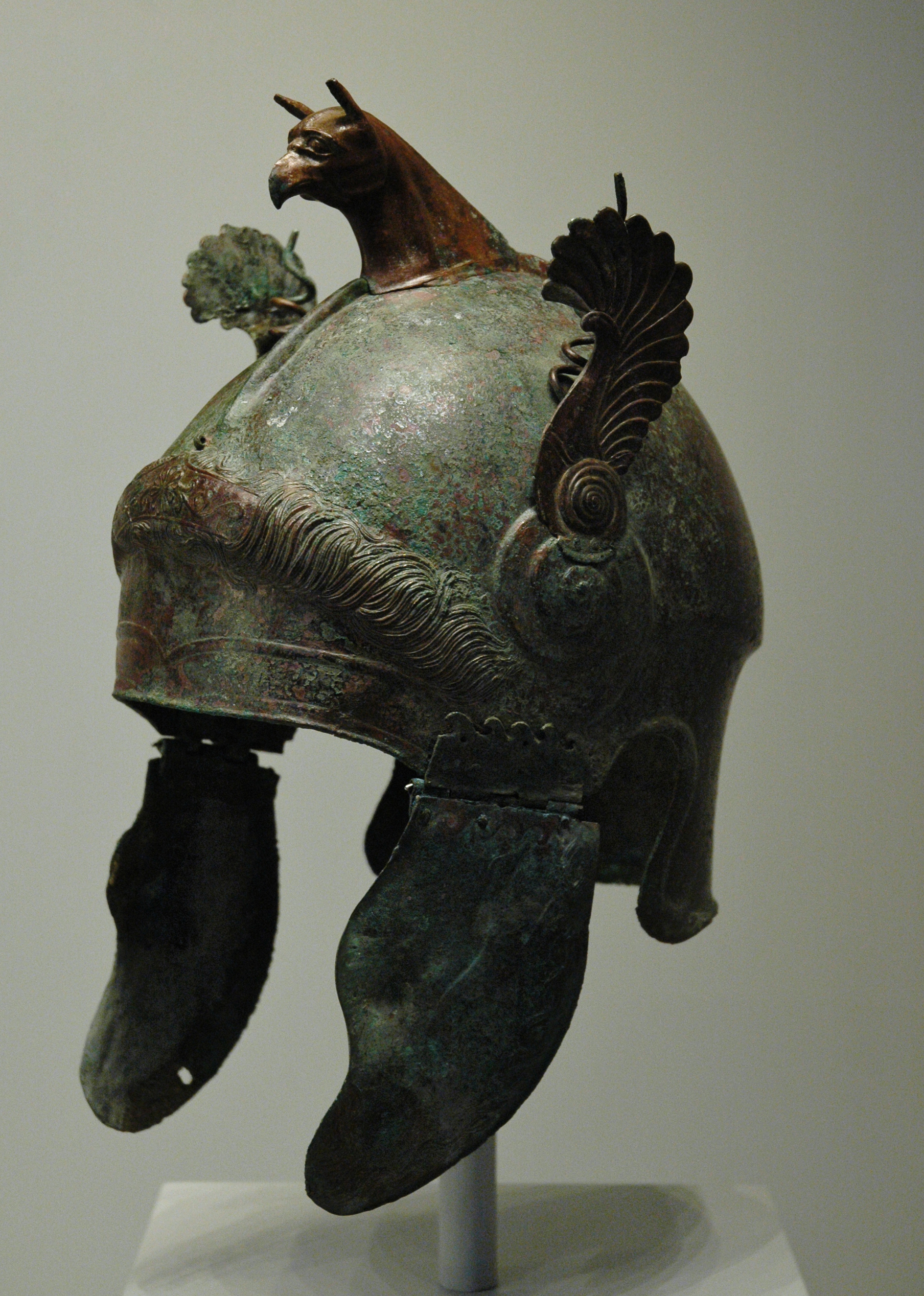
خوذة إغريقية برونزية قديمة, 350 ق.م إلى 300 ق.م
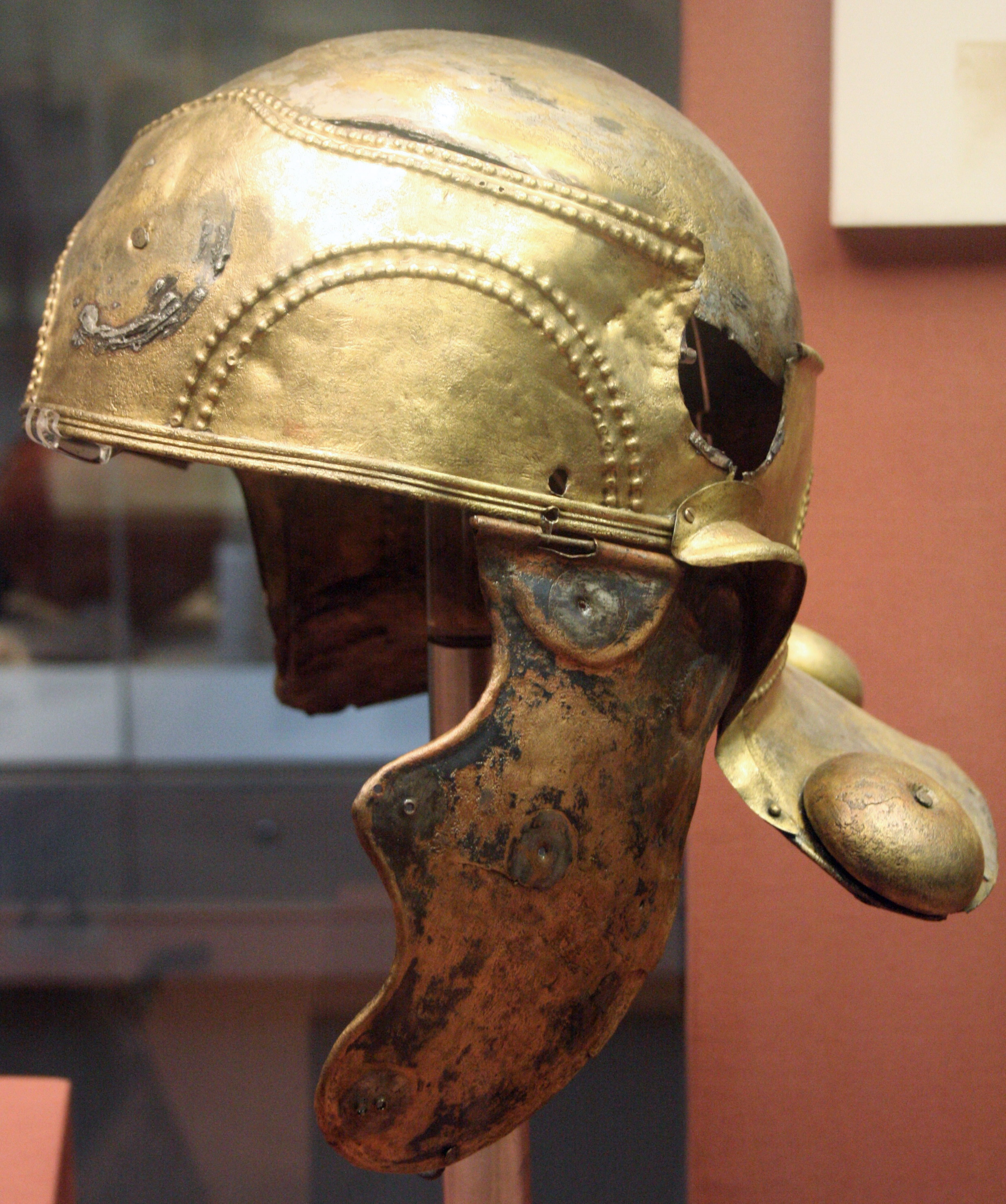
خوذة فروسية رومانية, القرن الأول
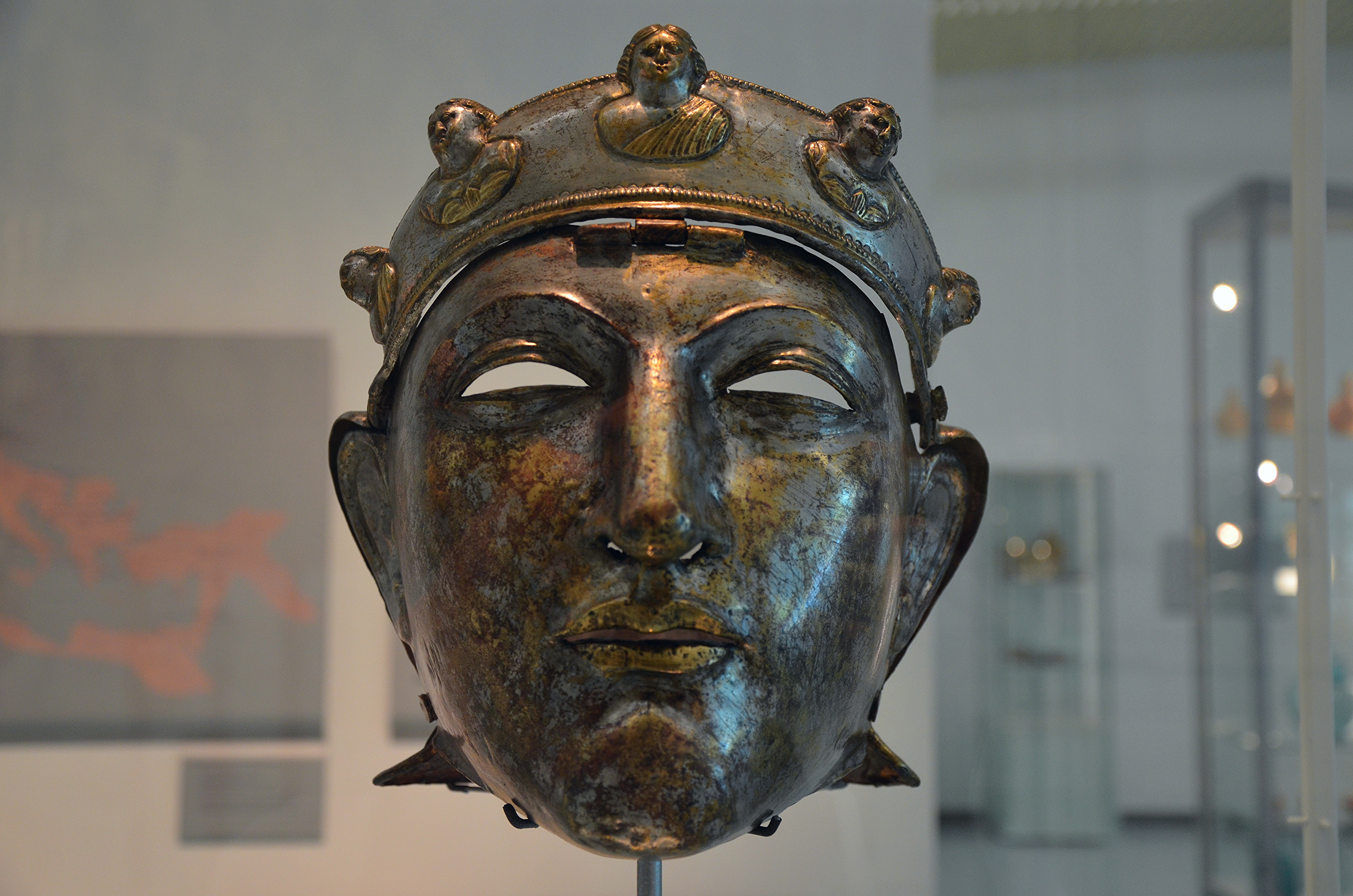
خوذة فروسية رومانية
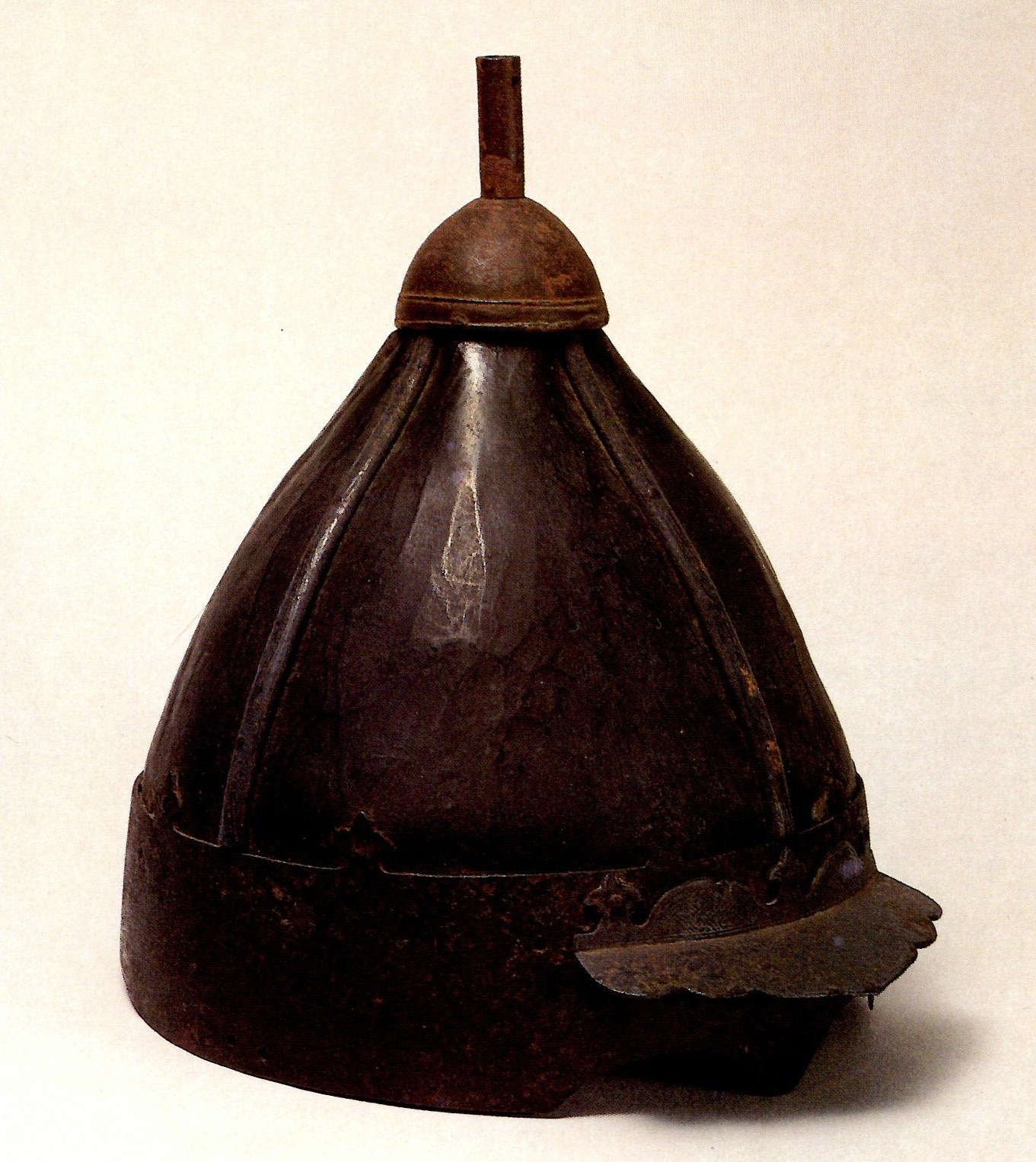
خوذة منغولية سوداء
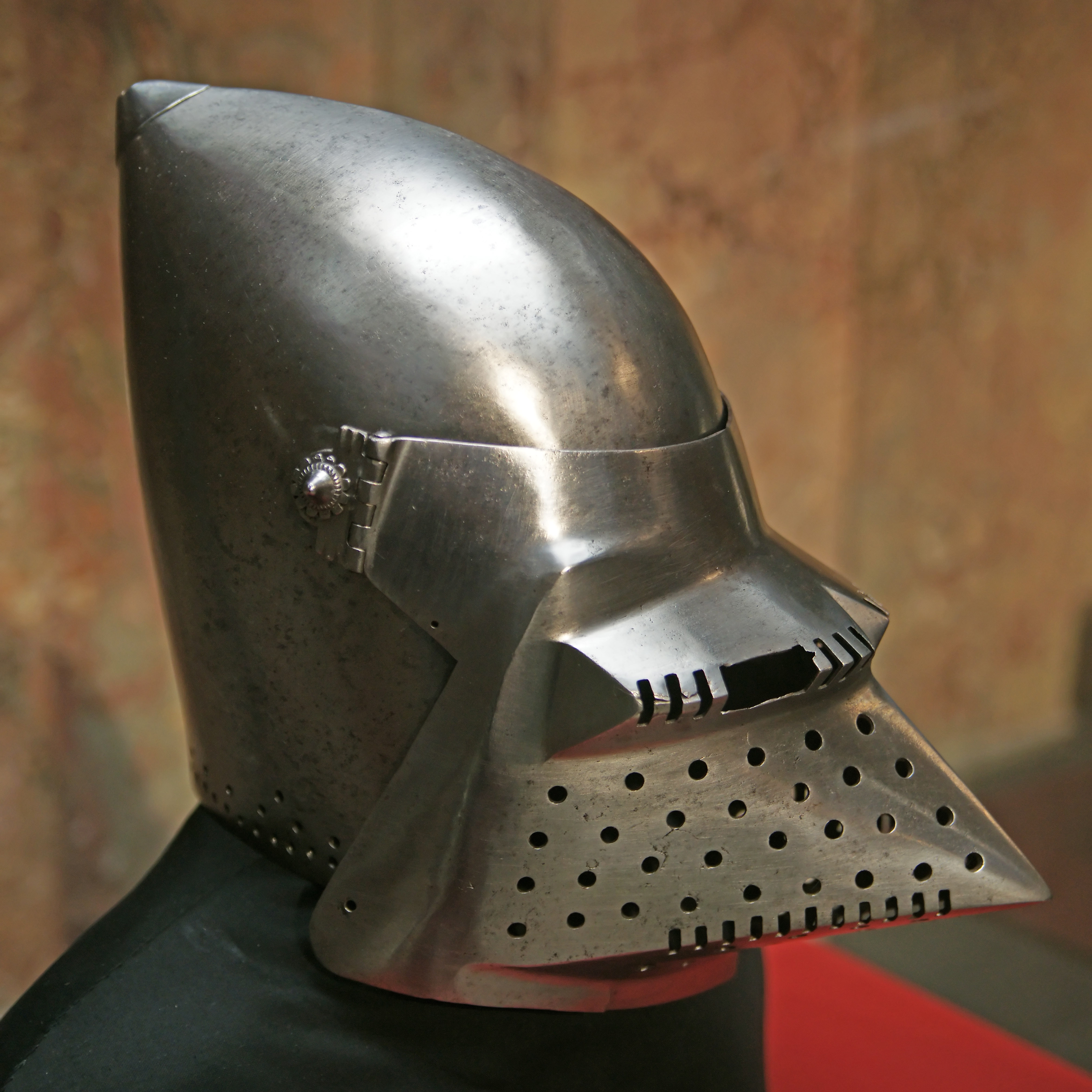
باسينت، أوائل القرن الخامس عشر
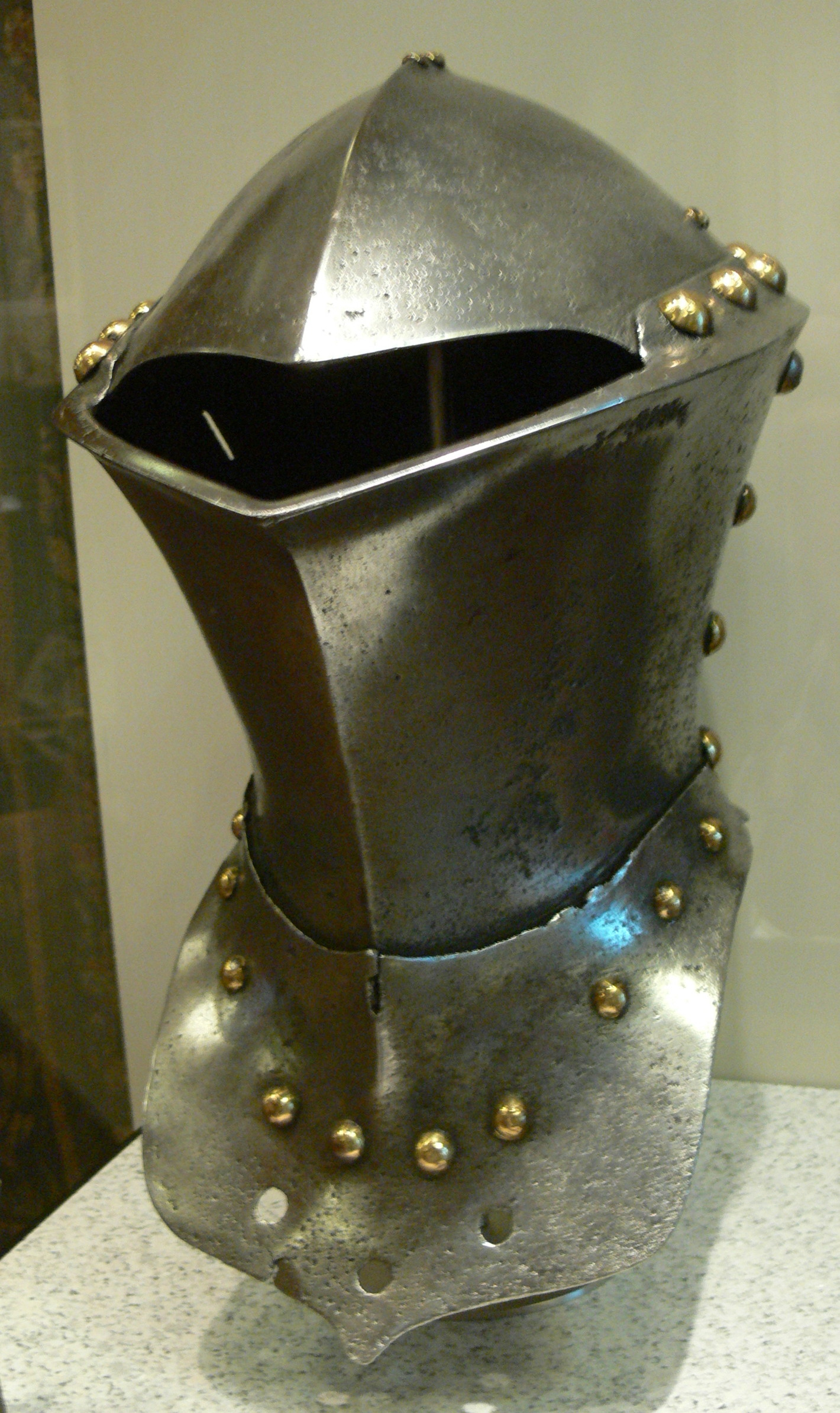
خوذة مجاولة ألمانية، القرن الخامس عشر
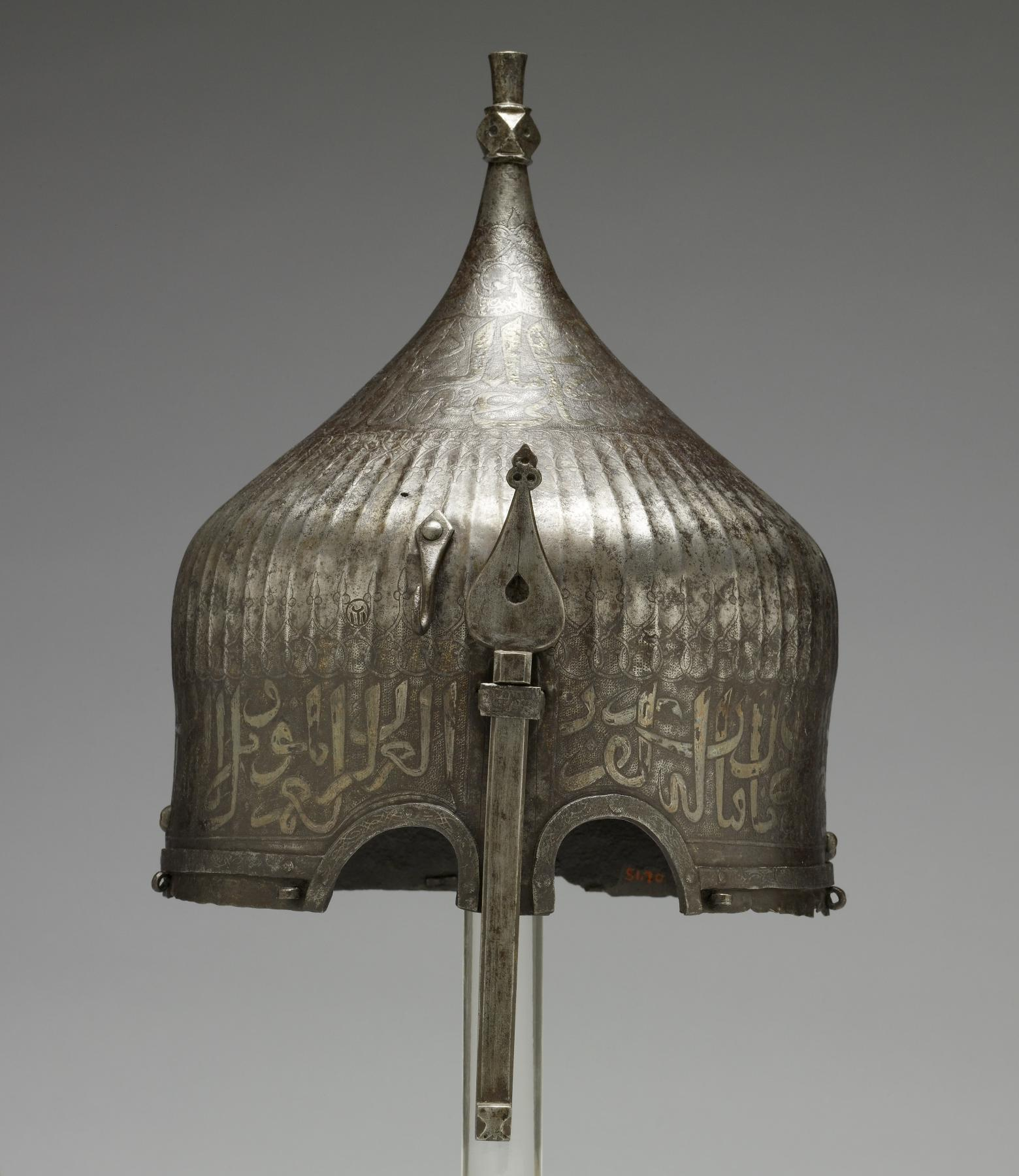
خوذة عمامة إيرانية , حوالي 1450 إلى 1500
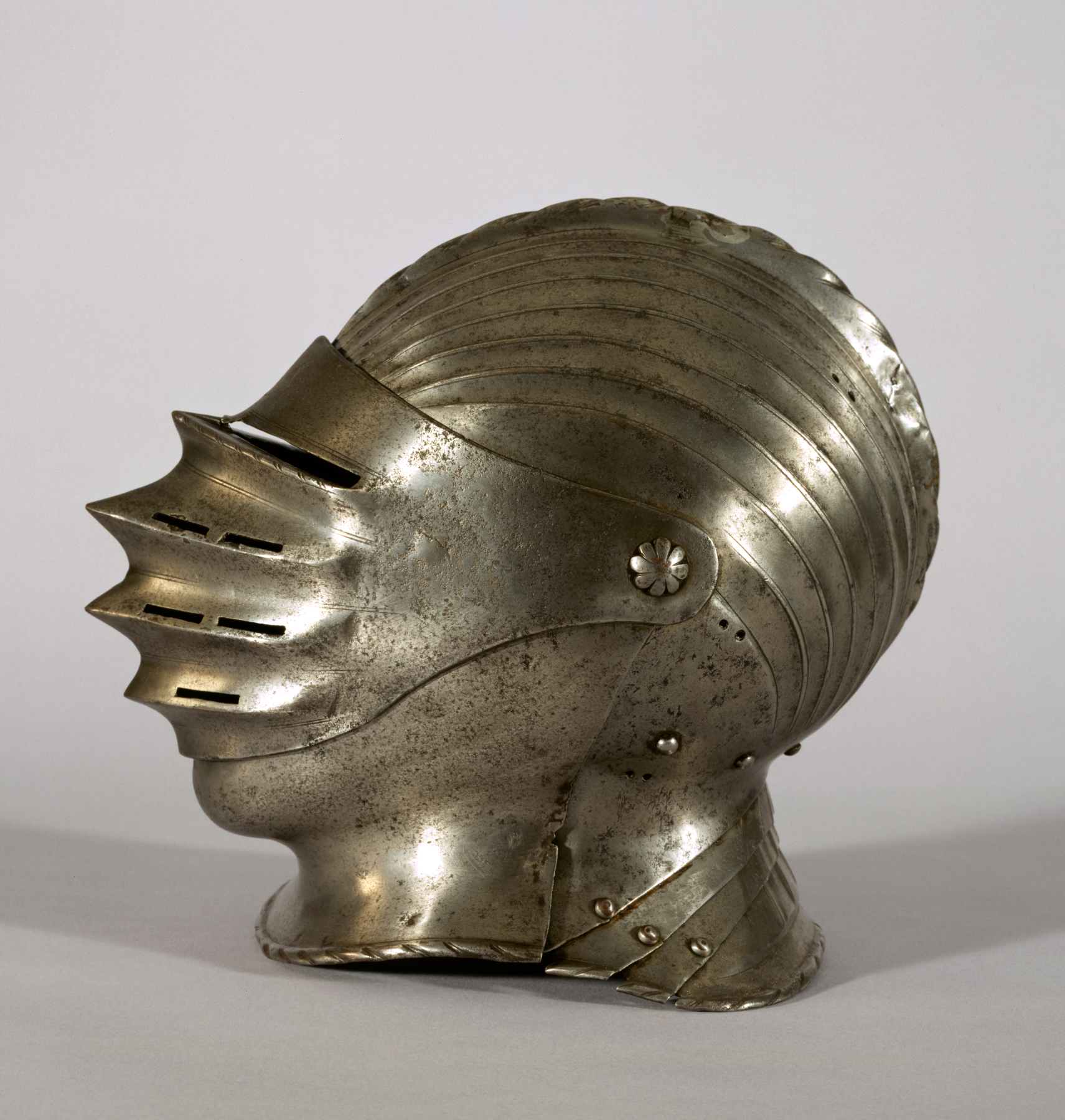
خوذة مغلقة (من طراز مكسيميلان)، القرن السادس عشر
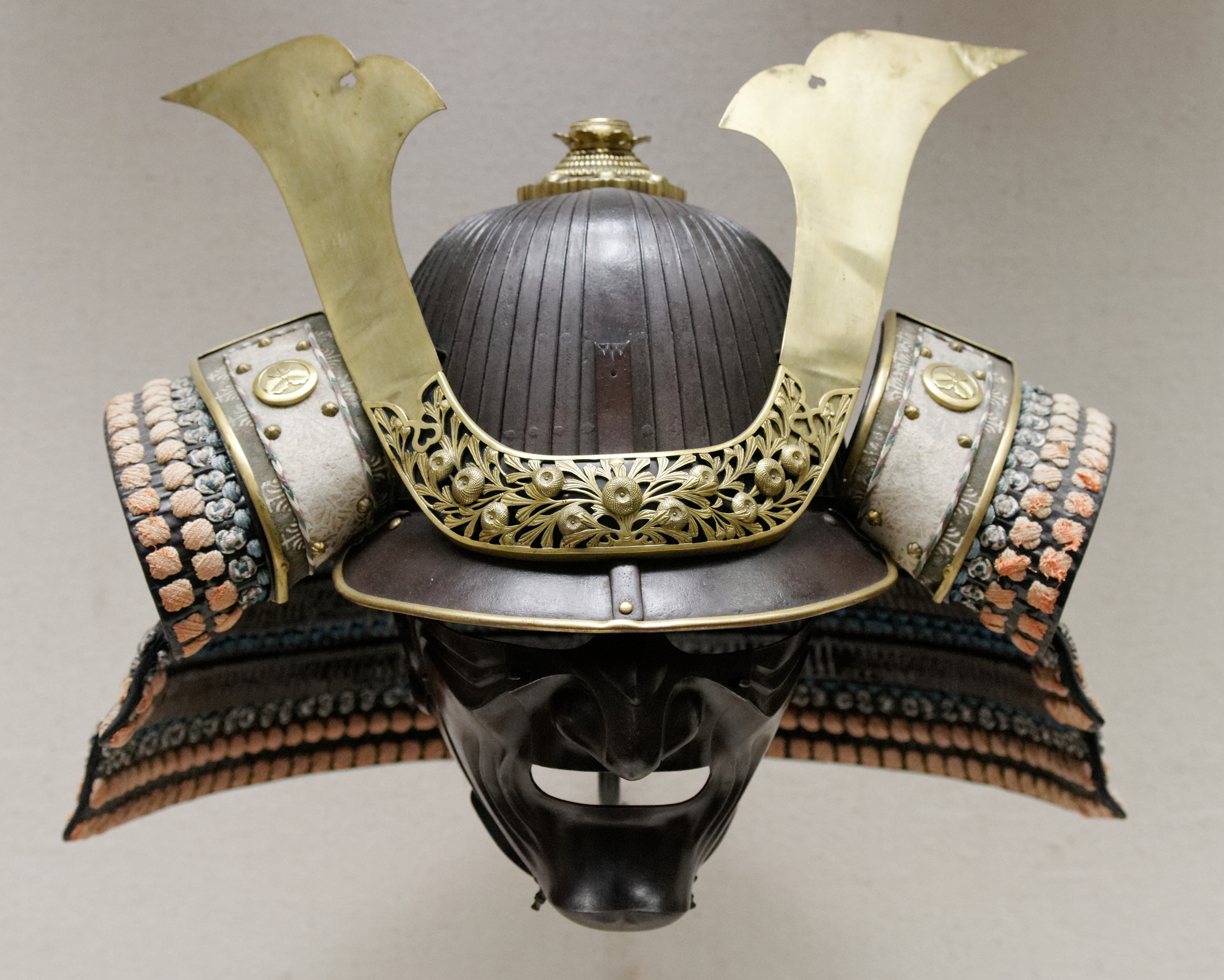
كابوتو يابانية، القرن التاسع عشر
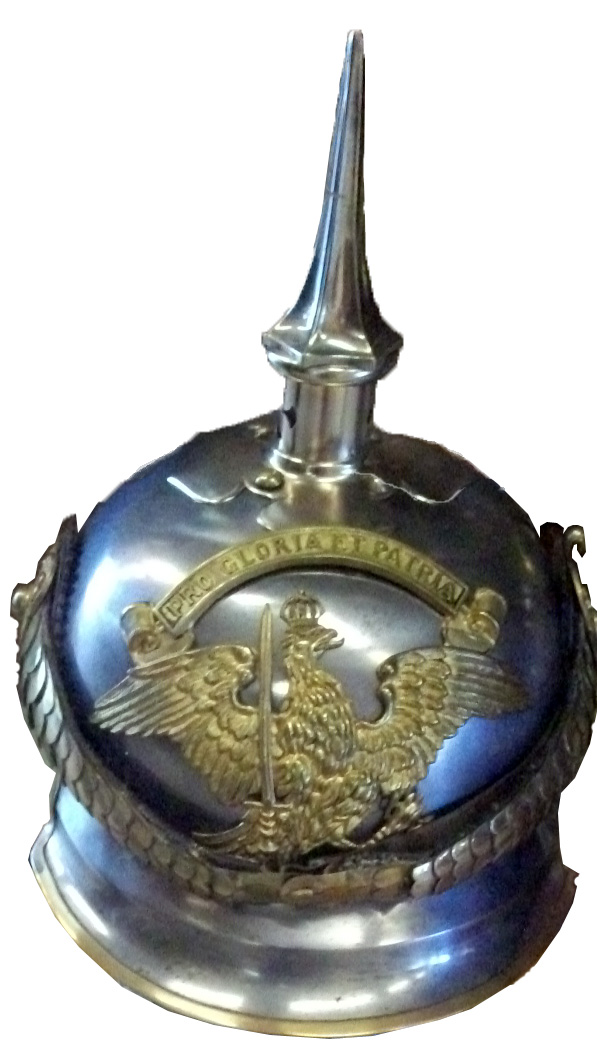
خوذة بيكلهاوبه بروسيّة
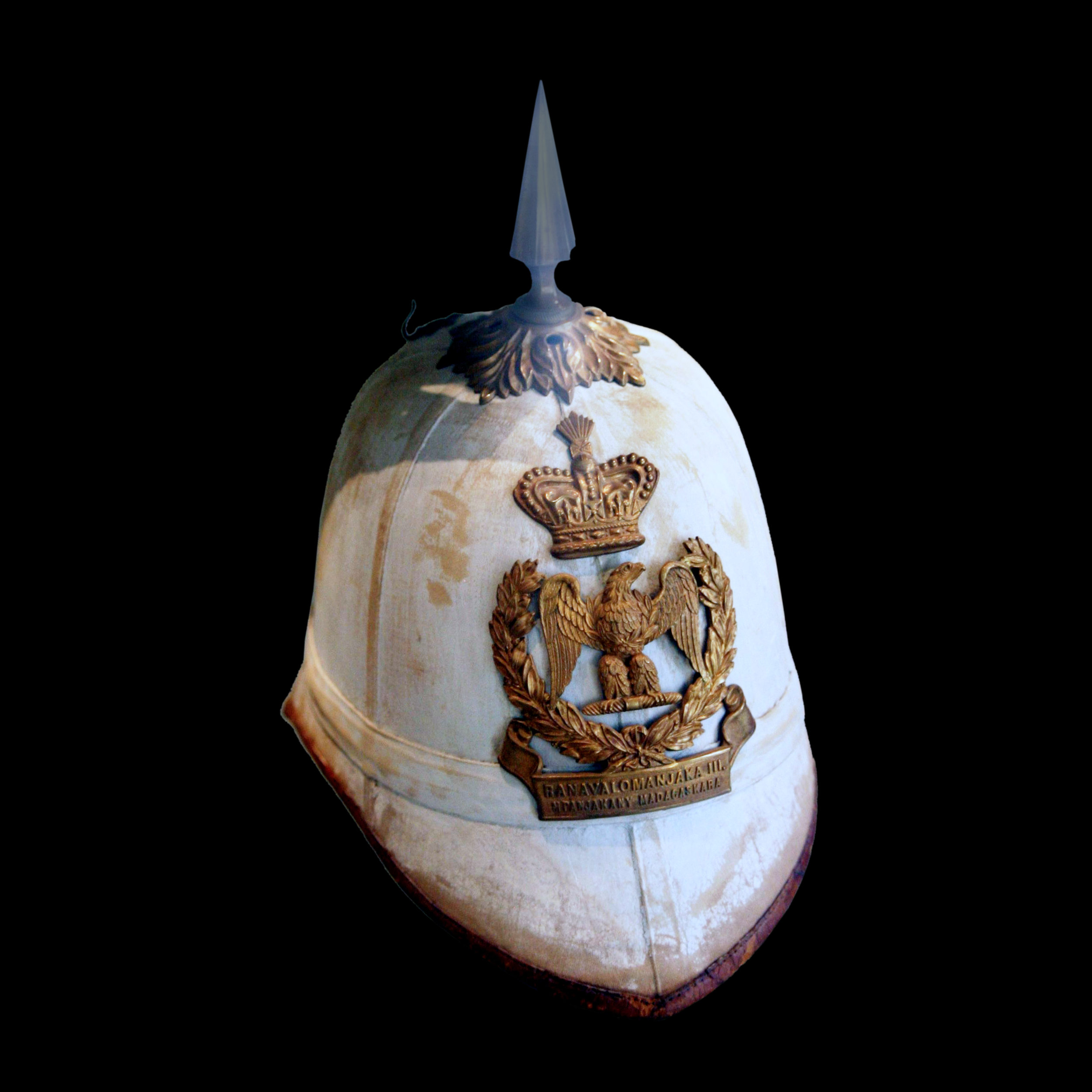
خوذة بيث أو خوذة لباب، أواخر القرن التاسع عشر
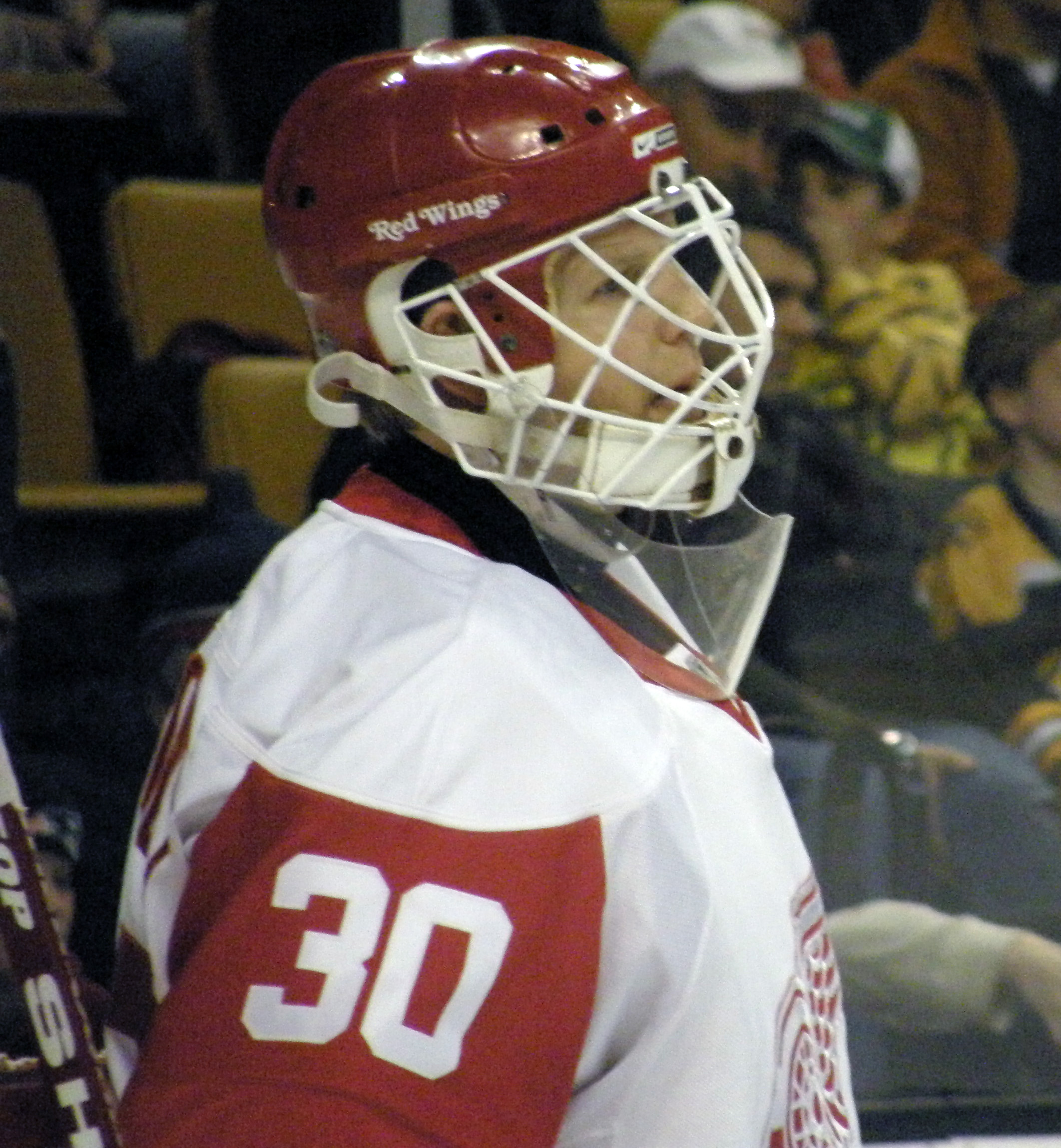
خوذة حارس المرمى في لعبة الهوكي
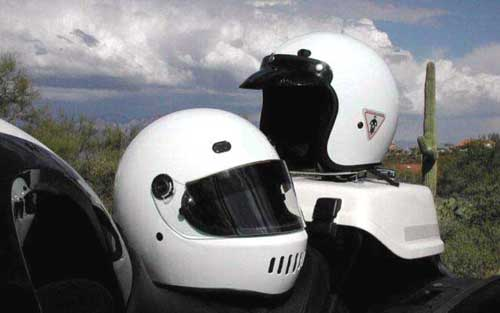
خوذة درّاج، مغلقة الوجه و مفتوحة الوجه